# Geschichts- und Heimatverein Rechtsrheinisches Köln
Der Geschichts- und Heimatverein Rechtsrheinisches Köln e.V. publiziert jährlich Geschichtsliteratur über das rechtsrheinische Köln.

## Geschichte
1951 erhielt Porz am Rhein die Stadtrechte. Im gleichen Jahr wurde der Verein Heimatverein Porz e. V. gegründet. Zusammen mit dem neugeschaffenen Stadtarchiv Porz erschienen ab 1960 die Jahrbücher Unser Porz – insgesamt 16 Hefte. Nach der Eingemeindung Porz nach Köln 1974 wurden die Jahrbücher unter dem Namen Rechtsrheinisches Köln – Jahrbuch für Geschichte und Landeskunde fortgesetzt; der erste Band erschien 1975.
1982 erfolgte die Umbenennung des Vereins in Geschichts- und Heimatverein Rechtsrheinisches Köln e.V. (GHV) und erweiterte sein Tätigkeitsgebiet offiziell.
2017 wurde der Verein als 15. Abteilung in den Bergischen Geschichtsverein (BGV) aufgenommen und nennt sich seit dem Bergischer Geschichtsverein, Abteilung Rechtsrheinisches Köln e.V. – hierzu brachte der Verein seine 330 Mitglieder in den Gesamtvereins BGV ein, dessen Mitgliederanzahl sich auf 4000 erhöhte.

## Publikationen
- Heimatverein Porz (Hrsg.): Unser Porz. Eigenverlag, ISSN 0566-2591 (1960 bis 1974).
- Geschichts- und Heimatverein Rechtsrheinisches Köln (Hrsg.): Rechtsrheinisches Köln – Jahrbuch für Geschichte und Landeskunde. Eigenverlag, ISSN 0179-2938 (1976 bis heute).